# Lentivirus
I Lentivirus o Lentivirinae sono un genere di virus compreso nella famiglia dei Retroviridae. Sono virus provvisti di pericapside e con capside isometrico; il loro genoma, come quello di tutti i Retroviridae, è formato da due molecole di RNA monocatenario a polarità positiva.
Il genere dei lentivirus comprende un sottogenere di retrovirus caratterizzati dall'estrema lentezza dei loro processi replicativi, tanto che talvolta la replicazione di questi virus può avvenire a distanza di anni dal contagio, ma privi di potenziale oncògeno.
I lentivirus oggi sono utilizzati come vettori di geni in terapia genica per la cura dell'Ada Scid.
A tale categoria appartengono i virus dell'HIV umano, HIV-1 ed HIV-2, agenti causa dell'AIDS.
Molti di questi virus sono stati individuati dapprima in specie animale, in particolar modo nei primati, in cui non sono però causa di quadro patologico da immunodeficienza, quadro che provocano invece nell'uomo con maggiore o minore intensità. La colonizzazione dei primati da parte dei lentivirus viene datata fra gli 11 e i 16 milioni di anni fa.